# کوبفربرگ
شهر کوبفربرگ (به آلمانی: Kupferberg) در ایالت بایرن در کشور آلمان واقع شده‌است.